# Sicydium bustamantei
Sicydium bustamantei is een straalvinnige vissensoort uit de familie van de grondels (Gobiidae). De wetenschappelijke naam van de soort is voor het eerst geldig gepubliceerd in 1884 door Greeff. De soort moet niet verward worden met Awaous bustamantei.
Deze grondel komt alleen voor in de Golf van Guinee in West-Afrika. Sicydium bustamantei is te vinden in het zoete water van de eilanden Bioko, Sao Tomé, Principe en Annobón.